# گدو (بوتان)
گدو (به لاتین: Gedu) یک منطقهٔ مسکونی در بوتان (کشور) است که در استان چوخا واقع شده‌است.
 گدو  ۴٬۹۹۳ نفر جمعیت دارد.